# Plaza de Armas del Cuzco
La plaza Mayor de Cusco se encuentra en la ciudad de Cusco, Perú. Ubicada en pleno centro histórico de la ciudad es el principal espacio público de la localidad desde antes de su fundación española en 1534.
Estudios geológicos realizados en ella demuestran que originalmente existía allí un pantano, atravesado por el río Saphy (actualmente canalizado y cubierto). Durante el imperio incaico dicho pantano fue secado y transformado en el centro administrativo, religioso y cultural de la capital imperial. Ahí se realizaba todo tipo de ceremonias y se celebraban las victorias del ejército inca. Después de la conquista española, fue transformada en una plaza por los nuevos gobernantes, quienes construyeron templos católicos y mansiones sobre las ruinas de los antiguos palacios incas. En esta plaza, fue ejecutado Túpac Amaru II en 1781 así como el cacique Bernardo Tambohuacso, Mateo Pumacahua y varios otros próceres de la independencia del Perú.
Actualmente es el núcleo central del Cusco moderno, rodeado por restaurantes turísticos, joyerías, agencias de viaje y las mismas iglesias católicas levantadas durante el periodo colonial y que constituyen dos de los monumentos más importantes de la ciudad: la Catedral del Cusco y la Iglesia de la Compañía de Jesús.
Desde 1972 el inmueble forma parte de la Zona Monumental del Cusco declarada como Monumento Histórico del Perú. Asimismo, en 1983 al ser parte del casco histórico de la ciudad del Cusco, forma parte de la zona central declarada por la UNESCO como Patrimonio Cultural de la Humanidad.

## Controversia sobre el nombre original
Aún no hay acuerdo sobre el verdadero nombre en quechua que llevó la actual plaza de Armas durante la época de los incas. Algunos autores como María Rostworowski explican el nombre mediante la teoría de Gonzales Holguín dicen que fue llamada Aucaypata (Awqay(?) Pata (del quechua: lugar del guerrero)). otros como Angles Vargas dicen que fue Huacaypata (Waqay Pata, (del quechua: lugar del llanto)). Según él, el nombre contrasta perfectamente con el nombre del otro sector de la plaza Kusipata que significa: Plaza del regocijo. Otros como el viajero norteamericano George Squier (cuya expedición al Cusco fue en 1863) aseguran que su nombre fue Huacapata ((del quechua: lugar sagrado)).
Víctor Angles explica que la Plaza estaba conformada por dos sectores: Huacaypata y Cusipata (en el nombre de esta última todos coinciden) separadas por el río Saphy y ambos tendrían un significado simbólico pues mientras que el primero significa lugar del llanto el segundo significa lugar del regocijo. Según el autor esto se debería a las ceremonias de meditación de los nobles incas en la plaza, dichas ceremonias terminaban en llantos. Estas ceremonias fueron prohibidas por un arzobispo y fueron reemplazadas por "el sermón de tres horas" de la catedral del Cusco que igualmente suele terminar en llantos. Actualmente la población cusqueña en general coincide en que su nombre antiguo era Huacaypata.

## Historia

### Pantano
Cuando Manco Cápac llegó al valle del Cusco, se instaló en los alrededores de un pantano ubicado entre dos riachuelos (Saphy y Tullumayo) pues aquel lugar se veía libre de las amenazas de las etnias vecinas. El pantano se formó debido al continuo riego de los ríos Saphy y Tullumayu. Manco Cápac hizo su palacio denominado Colcampata en la base de la meseta de Sacsayhuamán y la ciudad se erigió siempre alrededor del pantano. Sinchi Roca, hijo y sucesor de Manco Cápac secó el pantano con tierra traída de las montañas y posteriormente Pachacútec se encargó de secarlo totalmente tapando el pantano con arena traída del litoral costeño.

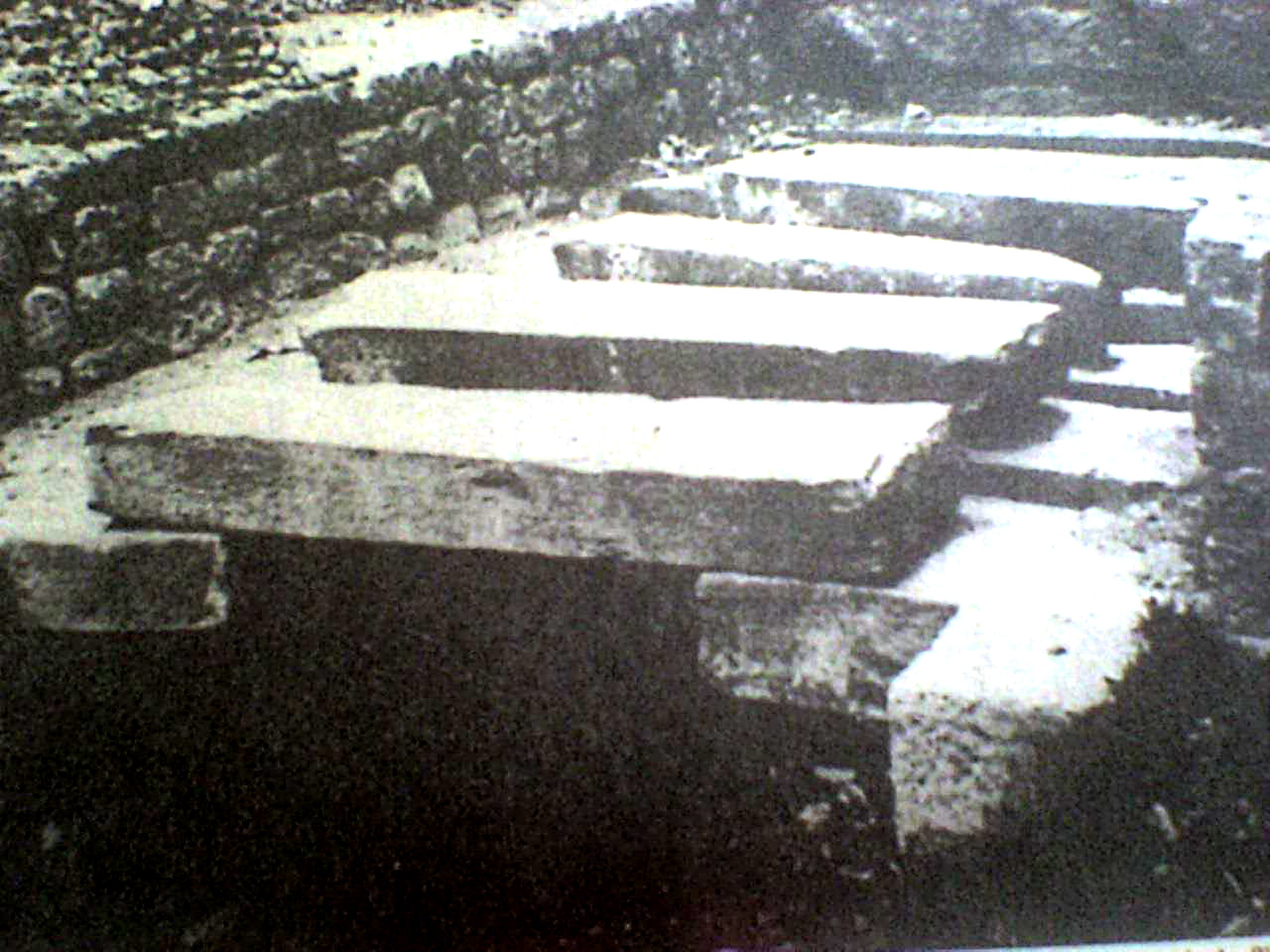
Fotografía antigua del riachuelo Saphi canalizado por la parte que atravesaba la plaza de Armas.

### Incanato
Durante la época inca, la plaza principal era más extensa que la actual plaza pues además de la plaza actual (antigua Huacaypata) ocupaba todo el terreno de la actual Plaza Regocijo (antiguamente Cusipata), el "Hotel Cusco" y las cuadras ubicadas entre las Calles Espaderos, del Medio y Mantas. Justamente estas cuadras y la Calle del Medio eran atravesadas por el río Saphy (actualmente cubierto y hecho alcantarilla), el cual dividía a la plaza en sus dos sectores ya conocidos. Fue el centro religioso y administrativo del incanato. Así como ser el eje principal del camino inca. Alrededor de la plaza se encontraban los palacios de Pachacútec, Huayna Cápac y Viracocha Inca.

#### Palacios
La plaza se encontraba rodeada de los palacios de los incas así como de solares destinados para futuros palacios. El palacio de Pachacútec era el denominado Qasana y se ubicaba en el lado noroeste de la plaza en el solar que hoy corresponde al Portal de Panes y que está circunscrito por las calles Calle Plateros, Tigre, Teqsecocha y Calle Procuradores. El palacio de Huayna Cápac era el denominado Amaru Cancha y se ubicaba en el lado sureste de la plaza en el solar que hoy está ocupado por la iglesia de la Compañía, el Portal de la Compañía, el Paraninfo Universitario y también el Palacio de Justicia. Este solar esta hoy circunscrito por las calles Loreto, Afligidos, Mantas y la Avenida El Sol. El palacio del inca Viracocha denominado Sunturwasi corresponde hoy a la manzana donde se ubica la Catedral. Adicionalmente, el actual Portal de Harinas corresponde al antiguo palacio denominado Korakora y el Portal de Carrizos al antiguo Acllawasi.
Durante el incanato ahí fue donde se celebraban casi todas las fiestas incas incluyendo Inti Raymi, Huarachicuy, la danza del Amaru, Cápac Raymi, etc. Fue ahí también donde se hacía las principales ferias y donde se celebraba las victorias del ejército inca. Los ejércitos incas eran recibidos en la plaza de armas de Cusco, donde se exhibía el botín y se pisoteaba a los prisioneros de guerra en señal de victoria.

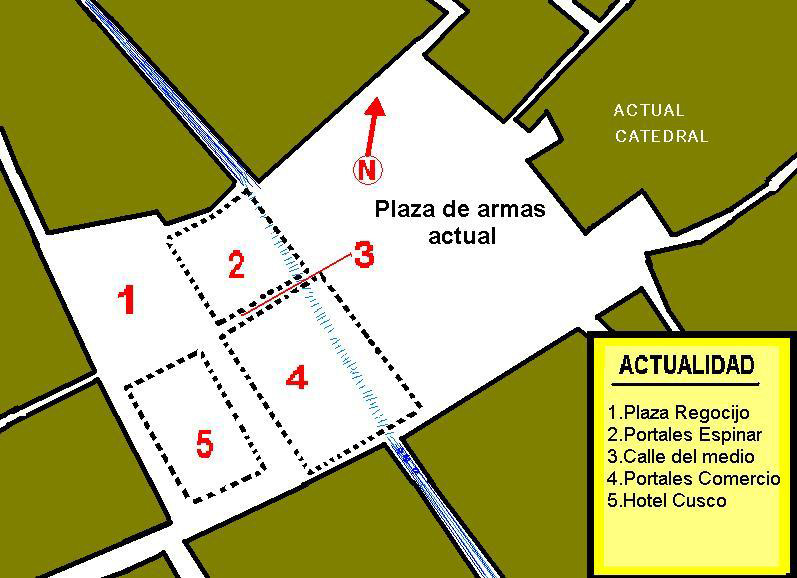
Mapa de la Plaza de armas durante el incanato. Los números 1,2,3,4 y 5 formarían juntos el sector que solía ser llamado Curipata.

### Conquista
Cuando los españoles llegaron al Cusco, se hospedaron en los palacios incaicos de alrededor de la plaza. Luego, construyeron casonas virreinales, catedrales, templos y capillas sobre los palacios incas. En 1545 el corregidor Polo de Ondergardo mandó retirar la arena de playa que había en el suelo de la plaza para usarla en la construcción de la catedral del Cuzco En 1555, el corregidor del Cusco, Sebastián Garcilaso de la Vega autorizó la construcción de edificios en medio del Huacaypata generando de esa manera las manzanas ubicadas actualmente entre las calles Espaderos, Del medio, Mantas, Heladeros y Espinar así como las actuales Plazas de Armas, Regocijo, Espinar y el actual Hotel de Turistas que, durante el Virreinato sirvió como Casa de Moneda.

### Actualidad

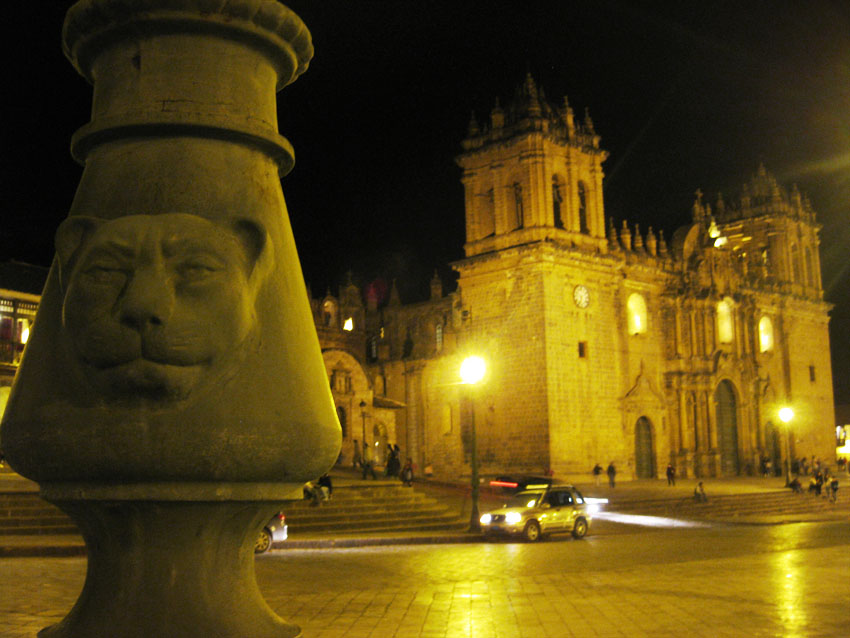
Una pequeña toma desde la plaza mayor con vista hacia la Catedral.

Actualmente la plaza de Armas está rodeada por restaurantes turísticos, joyerías, agencias de viaje y tiendas turísticas, etc. Los dos templos construidos a su alrededor se mantienen como tales en las horas de culto, fuera de este horario son museos abiertos al público previo pago de los derechos correspondientes.
La mayoría de los edificios conservan en sus cimientos algunos muros incas, empero es el estilo colonial el que prevalece. La importancia de la zona la lleva a ser la más cara de la ciudad del Cusco. En algunos casos el alquiler de un local sobrepasa los 1500 dólares mensuales[cita requerida]. En la primera década del siglo XXI, diversas franquicias nacionales e internacionales ingresaron al mercado cusqueño, abriendo sus primeros locales en la plaza de Armas, es el caso de la empresa peruana Bembos y las norteamericanas McDonald's, Starbucks y KFC.

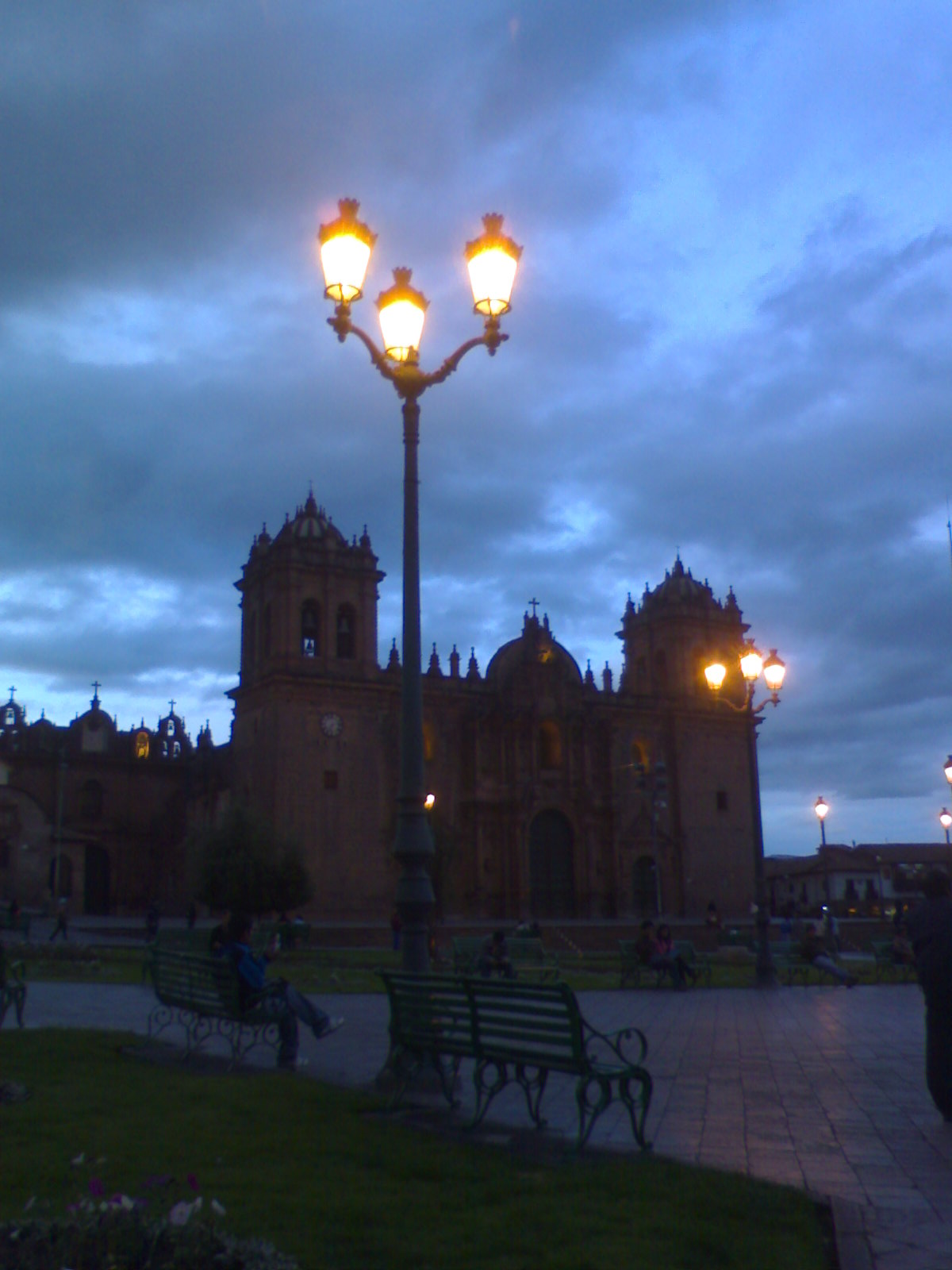
Farol en la Plaza de Armas del Cuzco durante el atardecer.

La plaza sigue siendo el lugar de celebraciones de muchas fiestas cuzqueñas folclóricas como Santiraticuy, Corpus Christi, Semana Santa, etc. y muchas otras fiestas modernas como las Fiestas Patrias, Fiestas del Cusco, Año Nuevo, etc. En ocasiones la plaza de Armas es el lugar de algunos conciertos gratuitos, desfiles de delegaciones y algunos mítines políticos.